# Curupira tefeensis
Curupira tefeensis é a única espécie descrita sob o género botânico Curupira, pertencente à família Olacaceae.